# Bernhard Neumann
Bernhard Neumann (alemany: Bernhard Hermann Neumann)  (Berlín, 15 d'octubre de 1909 - Canberra, 21 d'octubre de 2002) va ser un matemàtic jueu alemany emigrat a la Gran Bretanya i a Austràlia.

## Vida i Obra
Neumann va néixer a Berlín en una família jueva de classe mitjana, el seu pare era enginyer de l'empresa AEG. Després de ser escolaritzat a la seva vila natal, va estudiar un curs a la universitat de Friburg de Brisgòvia i, a partir de 1929, a la universitat de Berlín, en la qual va obtenir el doctorat el 1932 amb una tesi sobre teoria combinatòria de grups dirigida per Issai Schur. El 1933 va abandonar Alemanya, ja que la seva condició de jueu implicava notables obstacles després del triomf del règim nazi. A Anglaterra, en condició de refugiat, es va matricular a la universitat de Cambridge on va obtenir el 1935 un segon doctorat sota la direcció de Philip Hall. El 1937 va començar la seva carrera docent a la universitat de Cardiff i, l'any següent, es va casar en secret amb Hanna von Caemmerer, per evitar les represàlies que un matrimoni mixt, jueu-gentil, podien significar pels seus parents que encara vivien a Alemanya.
L'esclat de la Segona Guerra Mundial el 1939, va significar un important canvi, ja que va passar de ser refugiat a súbdit d'una potència enemiga i va ser detingut com a tal. Després d'un breu internament el 1940, es va oferir voluntari a l'exèrcit britànic en el qual va militar, primer a artilleria i després a intel·ligència. El 1946, un cop acabada la guerra, va ser nomenat professor de la universitat de Hull, en la qual va romandre fins al 1948, quan va passar a la universitat de Manchester. Finalment, el 1962 va acceptar una oferta de la universitat Nacional Australiana, per dirigir el departament de matemàtiques i es va traslladar a Canberra amb la seva família. A Austràlia va adquirir tal honor i prestigi que va actuar com el degà dels matemàtics australians i jugant un paper important en la formulació de les polítiques educatives universitàries i secundàries. El 1971 va morir la seva esposa, la matemàtica Hanna Neumann, de soltera Hanna von Caemmerer, i dos anys més tard es va tornar a casar. En retirar-se el 1975 es va quedar a viure a Canberra, on va morir l'any 2002.
La major part de la seva obra científica va ser en el camp de l'àlgebra i, més específicament, en la teoria de grups. Neumann va publicar més d'un centenar d'articles científics, en els quals va fer importants aportacions com l'extensió HNN (pel cognom dels seus autors Higman, la seva dona: Neumann i ell mateix: Neumann), el teorema de Petr-Douglas-Neumann o les sèries de Hahn-Maltsev-Neumann.